# Regiones de la República Srpska

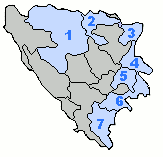
Regiones de la República Srpska.

La República Srpska está compuesta por 63 municipios agrupados en siete regiones, cuyas capitales aparecen a continuación:
1. Región de Banja Luka (Banja Luka)
2. Región de Doboj (Doboj)
3. Región de Bijeljina (Bijeljina)
4. Región de Vlasenica (Zvornik)
5. Región de Sarajevo-Romanija o Sokolac (Sarajevo Oriental)
6. Región de Foča (Foča)
7. Región de Trebinje (Trebinje)